# Fabricio Fuentes
Fabricio Fuentes, född 13 oktober 1976 i Rio Cuarto, är en argentinsk före detta fotbollsspelare med italienskt pass.

## Klubbkarriär
| År        | Klubb             | Serie                      |
| --------- | ----------------- | -------------------------- |
| 1996-1997 | Newell's Old Boys | Primera División Argentina |
| 1997-1998 | Quilmes           | Primera B Nacional         |
| 1998-2001 | Newell's Old Boys | Primera División Argentina |
| 2001-2003 | Vélez Sársfield   | Primera División Argentina |
| 2003      | Guingamp          | Ligue 1 Frankrike          |
| 2004-2005 | Vélez Sársfield   | Primera División Argentina |
| 2005-2006 | FC Atlas          | Primera División de México |
| 2006-2009 | Villarreal CF     | Primera División Spanien   |
| 2010-2011 | FC Atlas          | Primera División de México |
| 2011      | Newell's Old Boys | Primera División Argentina |